# Phlogophora westi
Phlogophora westi är en fjärilsart som beskrevs av Chalmers-hunt 1961. Phlogophora westi ingår i släktet Phlogophora och familjen nattflyn. Inga underarter finns listade i Catalogue of Life.